# Kurt Pflieger
Pour les articles homonymes, voir Pflieger.
Kurt Pflieger (17 mai 1890 à Wiesbaden – 19 septembre 1958 à Hambourg) est un Generalleutnant allemand qui a servi au sein de la Wehrmacht pendant la Seconde Guerre mondiale.
Il a été récipiendaire de la Croix de chevalier de la Croix de fer. Cette décoration est attribuée pour récompenser un acte d'une extrême bravoure sur le champ de bataille ou un commandement militaire avec succès.

## Biographie
Kurt Pflieger étudie à l'école principale prussienne des cadets de Lichterfelde à partir de 1905. En 1909, il s'engage comme enseigne dans le 24e régiment d'artillerie de campagne à Güstrow, où il est promu lieutenant en 1910.
Kurt Pflieger est capturé par les forces britanniques en mai 1945 et est libéré en 1948.

## Décorations
- Croix de fer (1914)
  - 2e Classe
  - 1re Classe
- Croix d'honneur
- Agrafe de la Croix de fer (1939)
  - 2e Classe (21 septembre 1939)
  - 1re Classe (25 octobre 1939)
- Insigne des blessés (1939)
  - en Noir (4 septembre 1942)
- Croix allemande en Or (28 novembre 1942)
- Croix de chevalier de la Croix de fer
  - Croix de chevalier le 10 février 1945 en tant que Generalleutnant et commandant de la 416. Infanterie-Division[1]